# Coupe des îles Féroé de football 1967
Navigation
Løgmanssteypið 1966 Løgmanssteypið 1968
La Coupe des Îles Féroé 1967 de football est la 13e édition de la Løgmanssteypið (Trophée du Premier Ministre). 
La finale du tournoi se disputa à Norðragøta au stade Sarpugerði.
Le KÍ Klaksvík fut le vainqueur. C'est le deuxième titre du club et signe ainsi le doublé Coupe - Championnat.

## Format
Prenant place entre les mois de juin à septembre 1967, la compétition se décompose en trois phases allant du premier tour jusqu'à la finale. Seules les équipes de Meistaradeildin 1967 (Division des Champions) participèrent à la compétition.

## Clubs participants
| \| B36 HB KÍ TB VBV \| Localisation des clubs engagés dans la coupe nationale 1967. |
| B36 HB KÍ TB VBV                                                                    |

- B36 Tórshavn - Meistaradeildin
- HB Tórshavn - Meistaradeildin
- KÍ Klaksvík - Meistaradeildin Tenant du Titre
- TB Tvøroyri - Meistaradeildin
- VB Vágur - Meistaradeildin

## Résultats

### Premier tour[2]
| Date         | Équipe 1     | Résultat | Équipe 2    |
| ------------ | ------------ | -------- | ----------- |
| 17 juin 1967 | B36 Tórshavn | 3-1      | HB Tórshavn |

### Demi-finales[3]
| Date         | Équipe 1     | Résultat | Équipe 2    |
| ------------ | ------------ | -------- | ----------- |
| 18 juin 1967 | B36 Tórshavn | 0-0      | TB Tvøroyri |
| 18 juin 1967 | KÍ Klaksvík  | 0-0      | VB Vágur    |

### Finale
| 10 septembre 1967 | KÍ Klaksvík | 6-2   | B36 Tórshavn | Sarpugerði, Norðragøta |
|                   |             | (2-1) |              |                        |